# Chytranthus setosus
Chytranthus setosus är en kinesträdsväxtart som beskrevs av Ludwig Radlkofer. Chytranthus setosus ingår i släktet Chytranthus och familjen kinesträdsväxter. Inga underarter finns listade i Catalogue of Life.